# San Min Chu-i
San Min Chu-i (chinesisch 三民主義 / 三民主义, Pinyin Sānmín Zhǔyì) ist die Nationalhymne der Republik China, deren Staatsgebiet sich heute auf Taiwan beschränkt. Der Titel bedeutet übersetzt Drei Prinzipien des Volkes und bezieht sich auf die von Sun Yat-sen entwickelte nationale Ideologie der Republik China. Die Prinzipien sind Staats-Sozialismus/Volkswohl (chinesisch 民生主義 / 民生主义, Pinyin Mínshēng Zhǔyì), Demokratie/Volksrecht (chinesisch 民權主義 / 民权主义, Pinyin Mínquán Zhǔyì) und Nationalismus/Volksgemeinschaft (chinesisch 民族主義 / 民族主义, Pinyin Mínzú Zhǔyì). Das Lied steht für die Visionen und Hoffnungen einer neuen Nation und ihres Volkes. Es ist gleichzeitig das Parteilied der Kuomintang.
Die Hymne ist auf dem chinesischen Festland verboten, in Hongkong wird von ihrer öffentlichen Aufführung stark abgeraten, obwohl sie dort nicht offiziell verboten ist. Bei der Amtsübernahme von Präsident Chen Shui-bian 2000 in Taiwan sang die bekannte Sängerin A-Mei Chang die Hymne. Dies führte für sie zu einem mehrmonatigen Auftrittsverbot in der Volksrepublik China.

## Entstehungsgeschichte
Der Text von San Min Chu-i entstand durch eine Zusammenarbeit von vier Kuomintang-Mitgliedern: Hu Hanmin (胡漢民), Dai Jitao (戴季陶), Liao Zhongkai (廖仲愷) und Shao Yuanchong (邵元沖).
Der Text wurde erstmals am 16. Juli 1924 während der Eröffnungsrede von Sun Yat-sen bei der Eröffnung der Whampoa-Militärakademie vorgestellt.
Nach dem Erfolg des Nordfeldzugs entschloss sich die KMT, den Text als Parteihymne zu verwenden und bat daher öffentlich um Vorschläge für die Musikbegleitung. Die Melodie von Cheng Mao-yun (程懋筠) gewann unter 139 Teilnehmern den Wettbewerb.
Am 24. März 1930 schlugen mehrere KMT-Parteimitglieder vor, San Min Chu-i zur offiziellen Nationalhymne zu erklären. Allerdings gab es eine starke Opposition, die dagegen war, dass ein Parteisymbol das ganze Land repräsentiert. Daher wurde das Komitee für Forschung und Aufbereitung der Nationalhymne (國歌編製研究委員會 / 国歌编制研究委员会,  Guógē Biānzhì Yánjiū Wěiyuánhuì) gegründet. Dieses befürwortete jedoch den Vorschlag, das Parteilied als Nationalhymne zu verwenden. Am 3. Juni 1937 bestätigte das Zentralbüro (中央常務委員會 / 中央常务委员会,  Zhōngyáng Chángwù Wěiyuánhuì) den Vorschlag, und 1943 wurde San Min Chu-i offizielle Nationalhymne der Republik China.
San Min Chu-i wurde bei den Olympischen Sommerspielen 1936 zur weltbesten Nationalhymne gewählt.

## Text
| Chinesisch | Chinesisch | Übersetzung |
| --- | --- | --- |
| 三民主義，吾黨所宗， 以建民國，以進大同。 咨爾多士，為民前鋒； 夙夜匪懈，主義是從。 矢勤矢勇，必信必忠； 一心一德，貫徹始終。 | Sānmín Zhǔyì, wú dǎng suǒ zōng, Yǐ jiàn Mínguó, yǐ jìn Dàtóng. Zī, ěr duó shì, wèi mín qiánfēng; Sù yè fěi xiè, Zhǔyì shì cóng. Shǐ qín shǐ yǒng, bì xìn bì zhōng; Yì xīn yì dé, guànchè shǐ zhōng. | Die drei Volksprinzipien, das Ziel unserer Partei. Damit bauen wir die Republik, damit erreichen wir den Weltfrieden. Oh, ihr Kämpfer, seid für das Volk die Vorhut. Unermüdlich von morgens bis abends, folgt den Prinzipien. Gelobt Eifer, gelobt Mut, seid zuverlässig und treu. Mit einem Herz und einem Willen, haltet für immer daran fest. |

Nationalhymne der Republik China (Taiwan)